# Der Rest, der bleibt
Der Rest, der bleibt ist ein vom Deutschen Fernsehfunk produziertes Filmdrama von Regisseur Bodo Fürneisen aus dem Jahr 1991 mit Annekathrin Bürger in der Hauptrolle. Bodo Fürneisen schrieb auch das Drehbuch nach einer literarischen Vorlage von Gisela Steineckert/Henry Kaufmann.

## Handlung
Ende der 1980er-Jahre in der DDR: Der 23-jährige Drucker Robert Bertram lebt bei seiner Großmutter Gerda in einer mitteldeutschen Industriestadt, unweit einer Fernbahnstrecke. Die Stadt ist grau, alte Häuser, Abbruch, Vernachlässigung unübersehbar. Der Lärm der Eisenbahn, der Industrieanlagen dringt bis in die Wohnungen, Robert hat seinen Vater nie gekannt, seine nervenkranke Mutter nur bei seiner Jugendweihe einmal getroffen. Die Großmutter umsorgt ihn wie ein Kleinkind, eifersüchtig auf jede Frauenbeziehung von Robert. Ihr Schlechtreden sorgte mit dafür, dass seine letzte Beziehung zu Karla zerbrach. Die Großmutter klammert sich an Robert mit allen Mitteln, erpresst ihn mit ihrem Gesundheitszustand, gar einem vorgetäuschten Suizidversuch.
Robert begegnet an dem Abend der Trennung von Karla in einem Tanzlokal, das von seinem homosexuellen Bekannten Harald gemanagt wird, der 47-jährigen Chansonsängerin Marianne. Er, in Vertretung von Harald, zahlt die Gagen für den Abend an sie und ihren Pianisten Felix aus. Er findet sie in ebensolcher trauriger, niedergeschlagener Fassung vor, die auch er gerade fühlt. Gerade hat Felix ihr die 10-jährige Zusammenarbeit aufgekündigt, denn er wolle dieses Mittelmaß nicht mehr. Robert lobt ihren Auftritt. Als er ihr einen noch fehlenden Steuernachweis für ihren Auftritt zu Hause vorbeibringt, lädt sie ihn zum Tee ein und erfährt seine Lebensgeschichte. Sie stärkt sein Bestreben des Aufbruches und vermittelt ihm eine für drei Jahre leer stehende Wohnung eines Bekannten einer Freundin, der auf Montage im Ausland weilt. Mit Harald bewältigt er den Umzug, wobei er Harald klarmachen muss, dass er seine Neigungen zu einer gemeinsamen Partnerschaft nicht teilt. Seine Großmutter bekommt ob des Auszuges von Robert einen Schock und muss ins Krankenhaus.
Marianne ist über zwanzig Jahre mit Michael verheiratet. Michael hat eine Führungsposition in einem Industrieunternehmen. Er hat ehrgeizig seinen Aufstieg verfolgt und dabei darauf hingewirkt, dass Marianne ein gemeinsames Kind abtrieb, das zur „Unzeit“ kam. Danach konnte Marianne keine Kinder mehr bekommen. Als Marianne niedergeschlagen von ihrem Auftritt nach Hause kommt, ist auch Michael niedergeschlagen. Ein angesehener Kollege, der so wie er mit großen Arbeitseinsatz eine Führungsposition erreicht hatte, hatte einen Herzinfarkt erlitten. Michael hinterfragt nun den Sinn seines großen Einsatzes. Er hat wie oft keine Ohren für die Probleme von Marianne. Ihre Ehe ist ein loses Nebeneinanderleben geworden.
Marianne besucht Robert in der neuen Wohnung und bringt ihm eine Grünpflanze zum Einzug. Robert serviert ein liebevolles Abendessen mit Kerzenschein. Dabei passiert es, dass sie intim werden. Marianne versucht erschreckt, dieses Verhältnis zu beenden. Sie ist eine verheiratete Frau. Sie schickt Robert weg. Doch diese wundervolle Erfahrung auch der körperlichen Annahme, die Erfahrung von nie gekannter Zärtlichkeit lassen sie ausbrechen zu Robert. Aus einer steifen Betriebsfeier ihres Mannes flieht sie geradezu in Roberts Arme. Sie gesteht ihrem Mann das Verhältnis. Dieser versucht, in einem Gespräch mit Robert „unter Männern“ seine Ehe zu retten. Doch das eskaliert und führt dazu, dass Marianne zu Robert zieht. Sie verleben eine schöne Zeit, die Marianne verjüngt und Robert in eine Art von Lebensaufbruchsstimmung versetzt. Sie trotzen der öffentliche Ablehnung ihrer Liebesbeziehung ob des Altersunterschiedes durch die provinzielle Gesellschaft, durch Roberts Freunde. Marianne kann sogar mit der Großmutter von Robert reden, die nach ihrer Rückkehr aus dem Krankenhaus jede Verbindung zu Robert verweigert.
Doch der Alltag erreicht beide: Als morgens der Wecker klingelt, fragt Robert: „Was ist das?“ – Marianne: „Der Alltag“. Robert erwidert: „Alltag will ich nicht.“ Marianne hatte mit ihren Einrichtungsgegenständen die Wohnung gestaltet, was nicht Roberts Geschmack entsprach. Sie hatte eine Stelle als Bibliothekarin angenommen. Robert wollte doch für sie beide mit seinem Einkommen den Unterhalt allein erwirtschaften. Robert holt neben seiner Arbeit in der Abendschule sein Abitur nach, was ihn überfordert und an die Grenzen seiner Kraft bringt. Er nimmt Tabletten, um sich aufzuputschen. Er will keine Fürsorge durch Marianne. Er fordert sie im Gegenteil auf, doch auch ihre Gesangskarriere wieder in den Blick zu nehmen. Es kommt zum Streit, dann zu körperlicher Versöhnung. Doch Marianne begreift, dass diese Liebesbeziehung zu Robert keine dauerhafte Zukunft hat. Robert überfordert sich permanent für sie. Robert hat doch noch sein ganzes Leben vor sich. So beschließt sie, ihn zu verlassen, nicht Hals über Kopf, sondern mit Ansage und einem intimen Abschied. Sie kehrt zu ihrem Mann zurück. Beide leiden. Robert leidet ungeheuerlich. Eindrücklich ist es, wie er am Weihnachtsabend vor ihrer Wohnung „Marianne“ schreit, so, wie ein Kind nach seiner Mutter.
Doch damit endet der Film nicht. Es gibt einen Epilog nach sieben Monaten. Marianne und Robert rezitieren ihre Briefe. Marianne hat ihren Mann verlassen und ist in eine andere Stadt gezogen. Sie führt mit einem Gitarristen ein neues Programm auf. Robert hat das Abitur geschafft und geht nach Leipzig, um zu studieren. Er hofft darauf, Marianne in ihrem neuen Programm zu hören.

## Hintergrund
Der Rest, der bleibt, ist eine der letzten DFF-Produktionen (Deutscher Fernsehfunk) und wurde am 16. Januar 1991 in der ARD erstmals gesendet. Die Hauptdarstellerin Annekathrin Bürger benannte ihre im Jahr 2007 veröffentlichte Autobiografie nach diesem Film.
Erst im August 2019 erschien der sehenswerte Film durch die EuroVideo Medien GmbH auf DVD. Er wurde dabei mit FSK 6 eingestuft.

## Rezeption
„(Fernseh-)Drama mit vorzüglichen Darstellern. Eine der letzten DFF-Produktionen (Deutscher Fernsehfunk).“